# Cryptogrammoideae
Cryptogrammoideae es una de las cinco subfamilias de la familia de helechos Pteridaceae.  La subfamilia contiene tres géneros y alrededor de 23 especies.  El siguiente diagrama muestra la relación filogenética entre los tres géneros de Cryptogrammoideae y las otras subfamilia de Pteridaceae.
|  | Llavea                                                       |
|  |                                                              |
|  | \| \| Coniogramme \| \| \| \| \| \| Cryptogramma \| \| \| \| |
|  |                                                              |
|  | Coniogramme                                                  |
|  |                                                              |
|  | Cryptogramma                                                 |
|  |                                                              |

|  | Coniogramme  |
|  |              |
|  | Cryptogramma |
|  |              |

|  | Ceratopteridoideae |
|  |                    |
|  | Pteridoideae       |
|  |                    |

|  | Cheilanthoideae |
|  |                 |
|  | Vittarioideae   |
|  |                 |

|  | Ceratopteridoideae |
|  |                    |
|  | Pteridoideae       |
|  |                    |

|  | Cheilanthoideae |
|  |                 |
|  | Vittarioideae   |
|  |                 |

|  | Llavea                                                       |
|  |                                                              |
|  | \| \| Coniogramme \| \| \| \| \| \| Cryptogramma \| \| \| \| |
|  |                                                              |
|  | Coniogramme                                                  |
|  |                                                              |
|  | Cryptogramma                                                 |
|  |                                                              |

|  | Coniogramme  |
|  |              |
|  | Cryptogramma |
|  |              |

|  | Ceratopteridoideae |
|  |                    |
|  | Pteridoideae       |
|  |                    |

|  | Cheilanthoideae |
|  |                 |
|  | Vittarioideae   |
|  |                 |

|  | Ceratopteridoideae |
|  |                    |
|  | Pteridoideae       |
|  |                    |

|  | Cheilanthoideae |
|  |                 |
|  | Vittarioideae   |
|  |                 |

Aunque la subfamilia Cryptogrammoideae es similar a la familia Cryptogrammaceae propuesta por Pichi Sermolli en 1963,  que contenía el  género Onychium (ahora en la subfamilia Pteridoideae) en lugar del género menos morfológicamente similar Coniogramme.